# Elecciones parlamentarias de Brasil de 1970
Las elecciones parlamentarias se celebraron en Brasil el 15 de noviembre de 1970. El resultado fue una victoria para la Alianza Renovadora Nacional (ARENA), que obtuvo 223 de los 310 escaños en la Cámara de Diputados y 40 de los 46 escaños en el Senado. La participación electoral fue del 77,5% en la elección de la Cámara de Diputados. Estas elecciones estuvieron marcadas por una fuerte campaña por el voto nulo/en blanco en oposición a la dictadura y lo que se llamó una "farsa electoral", que se manifestó en los resultados electorales. 

## Resultados

### Cámara de Diputados
| Fiesta                    | Fiesta                                 | Votos      | %      | Escaños | +/–   |
| ------------------------- | -------------------------------------- | ---------- | ------ | ------- | ----- |
|                           | Alianza Renovadora Nacional (ARENA)    | 10,867,814 | 69,46  | 223     | –54   |
|                           | Movimiento Democrático Brasileño (MDB) | 4.777.927  | 30,54  | 87      | –45   |
|                           |                                        |            |        |         |       |
| Votos válidos             | Votos válidos                          | 15.645.741 |        |         |       |
| Votos nulos/en blanco     | Votos nulos/en blanco                  | 6.789.780  | -      |         |       |
| Total                     | Total                                  | 22,435,521 | 100.00 | 310     | –99   |
| Registrados/Participación | Registrados/Participación              | 28,966,114 | 77.45  | -0.24   | -0.24 |
| Fuente: Nohlen            |                                        |            |        |         |       |

### Senado
En cada estado, hubo dos escaños en disputa. Luego, el votante depositó dos votos, uno por cada escaño. Y en el estado de Guanabara, hubo dos escaños "normales" en disputa por un mandato de ocho años, y un escaño extra para completar el mandato del senador Mario Martins, cuyo mandato fue revocado por el Régimen Militar.
| Fiesta                               | Fiesta                                 | Votos      | %      | Escaños | Total | +/-   |
| ------------------------------------ | -------------------------------------- | ---------- | ------ | ------- | ----- | ----- |
|                                      | Alianza Renovadora Nacional (ARENA)    | 20,524,470 | 60.43  | 40      | 59    | +12   |
|                                      | Movimiento Democrático Brasileño (MDB) | 13,440,875 | 39.57  | 6       | 7     | -12   |
|                                      |                                        |            |        |         |       |       |
| Votos válidos                        | Votos válidos                          | 33.965.345 |        | -       | -     | -     |
| Votos inválidos / en blanco          | Votos inválidos / en blanco            | 13,021,147 | -      | -       | -     | -     |
| Total                                | Total                                  | 46,986,492 | 100.00 | 46      | 66    | 0     |
| Votantes registrados / participación | Votantes registrados / participación   | 28,921,169 | 81.23  | +3.96   | +3.96 | +3.96 |
| Fuente: Nohlen                       |                                        |            |        |         |       |       |